# وزارة العدل (الأردن)
وزارة العدل هي الذراع التنفيذي للسلطة القضائية، يكمن دورها في تحقيق رسالة الدولة الأساسية والتي تتمثل في إقامة العدل بين الناس وإرساء قيم المساواة وتكافؤ الفرص والحفاظ على حقوق المواطن. أنشئت أول وزارة للعدل عام 1921 في عهد إمارة شرق الأردن وكانت تسمى (مشاور العدلية)، أول وزير للعدل كان مظهر رسلان.
غاية وزارة العدل
"تعزيز دور القضاء واستقلاليته بما يكفل أداء رسالته في إقامة العدل وحماية الحقوق والحريات من خلال توفير الموارد البشرية المساندة وكافة أوجه الدعم اللوجستي من البنية التحتية والتكنولوجية وكافة التجهيزات الفنية والمالية والإدارية والخدمات المساندة في الوزارة وكافة المحاكم والدوائر التابعة، وتطوير الخدمات المقدمة لمتلقيها بما يتوافق ومبادئ الحوكمة والشفافية، إضافة إلى المساهمة الفاعلة في توفير البيئة التشريعية المناسبة ورسم السياسات واستشراف المستقبل بما يدعم ويعزز قيم المساواة وتكافؤ الفرص، وتيسير سبل الوصول إلى العدالة وحماية المال العام، والمشاركة في تعزيز الأمن المجتمعي وتوطيد أوجه التعاون والتنسيق مع كافة الشركاء".

## قائمة وزراء العدل
فيما يلي قائمة الوزراء الذين تولوا منصب وزير العدل في حكومات المملكة الأردنية الهاشمية، مرتبين تنازلياً من الأحدث إلى الأقدم:
- بسام التلهوني: 18/9/2024
- أحمد الزيادات: 07/03/2021 - 18/9/2024
- بسام التلهوني: 11/10/2018 - 28/2/2021
- عوض المشاقبة: 28/9/2016 - 11/10/2018
- بسام التلهوني: 22/8/2013 - 27/9/2016
- أحمد الزيادات: 1/4/2013 – 21/8/2013
- غالب الزعبي: 10/10/2012 – 31/3/2013
- خليفه السليمان: 2/5/2012 – 10/10/2012
- إبراهيم الجازي: 9/4/2012 – 27/4/2012
- سليم الزعبي: 24/10/2011 – 9/4/2012
- إبراهيم العموش: 2/7/2011 – 17/10/2011
- حسين مجلي: 9/2/2011 – 26/5/2011
- هشام التل: 28/07/2010 - 01/02/2011
- شريف الزعبي: 22/11/2006 - 22/11/2007
- عبد الشخانبة: 28/11/2005 – 22/11/2006 \ 3/7/2005 – 24/11/2005
- محمد العلاونة: 07/04/2005 - 03/07/2005
- صلاح الدين البشير: 25/10/2004 – 5/4/2005 \ 26/10/2003 - 25/10/2004
- فارس النابلسي: 22/07/2003 - 22/10/2003 \ 19/06/2000 - 14/01/2002 \ 15/01/2000 - 20/07/2002
- أيمن عودة (وزير أردني): 22/11/2007 – 28/7/2010
- خلف مساعدة: 15/01/2000 - 18/06/2000
- حمزة حداد: 06/03/1999 - 15/01/2000
- جودت السبول: 21/8/1998 – 4/3/1999
- رياض الشكعة: 19/03/1997 - 20/08/1998 \ 04/04/1985 - 24/04/1989
- عبد الكريم الدغمي: 05/02/1996 - 19/03/1997
- هشام التل: 09/01/1995 - 04/02/1996 \ 08/06/1994 - 07/01/1995
- طاهر حكمت: 02/12/1993 - 07/06/1994
- راتب الوزني: 30/5/1993 – 1/12/1993 \ 27/04/1989 - 06/12/1989
- يوسف المبيضين: 21/11/1991 - 29/05/1993 \ 07/12/1989 - 02/01/1991
- تيسير كنعان: 20/06/1991 - 20/11/1991
- ماجد خليفة: 02/01/1991 - 19/06/1991
- أحمد عبد الكريم الطراونة: 28/8/1980 – 4/4/1985 \ 13/07/1976 - 19/12/1979
- نجيب ارشيدات: 19/12/1979 - 28/08/1980
- حسن الكايد: 1/6/1976 – 13/7/1976 \ 09/07/1963 - 06/07/1964
- ناجي الطراونة: 23/11/1974 - 01/06/1967
- سالم مساعدة: 09/02/1972 - 23/11/1974
- فواز الروسان: 26/09/1970 - 09/02/1972 \ 27/06/1970 - 15/09/1970
- محمد داوود: 16/09/1970 - 24/09/1970
- جمال الناصر: 19/04/1970 - 27/06/1970
- سمعان داوود: 12/02/1966 - 19/04/1970
- جريس حدادين: 31/07/1965 - 12/02/1966
- عوني عبد الهادي: 01/07/1956 - 27/10/1956
- عبد الرحيم الواكد: 13/02/1965 - 31/07/1965
- بهجت التلهوني: 06/07/1964 - 13/02/1965 \ 05/11/1953 - 04/05/1954
- أحمد الطراونة: 11/1961 – 27/12/1962 \ 25/12/1957 - 18/05/1958
- يعقوب معمر: 31/10/1961 – 11/1961
- حسن الكاتب: 28/06/1961 - 31/10/1961
- محمد علي الجعبري: 29/08/1960 - 28/-06/1961 \ 28/01/1959 - 05/05/1959 \ 18/5/1958 – 11/6/1958 \ 15/12/1955 - 20/12/1955
- أنور النشاشيبي: 20/09/1959 - 29/08/1960
- انسطاس حنانيا: 06/05/1959 - 20/09/1959 \ 08/09/1951 - 08/04/1952
- علي الهنداوي: 10/07/1958 - 15/10/1958 \ 13/07/1957 - 22/10/1957
- وليد صلاح: 22/10/1957 - 12/12/1957
- فلاح المدادحة: 13/05/1957 - 13/07/1957
- إبراهيم هاشم: 24/04/1957 - 13/05/1957 \ 12/2/1957 – 25/12/1957 \ 18/10/1933 - 27/09/1938 \ 17/10/1929 – 21/2/1931 \ 5/1922 – 1/6/1926
- ماجد عبد الهادي: 15/04/1957 - 24/04/1957
- شفيق ارشيدات: 29/10/1956 – 10/4/1957 \ 05/05/1953 - 05/11/1953
- علي حسنا: 22/05/1956 - 26/06/1956 \ 30/05/1955 - 14/12/1955 \ 30/09/1953 - 24/11/1952
- فلاح المدادحة: 21/12/1955 - 01/04/1956 \ 25/07/1951 - 07/09/1951 \ 28/12/1947 – 12/4/1950
- هزاع المجالي: 24/10/1954 - 17/05/1955 \ 24/03/1951 - 25/07/1951
- سابا العكشة: 04/05/1954 - 21/10/1954
- روحي عبد الهادي: 03/12/1952 - 05/05/1953 \ 12/04/1950 - 11/10/1950
- عارف العنبتاوي: 08/04/1952 - 27/09/1952
- عبدالله غوشة: 04/12/1950 - 24/03/1951
- عبد الرحمن خليفة: 04/11/1950 - 04/12/1950
- محمد الشريقي: 14/10/1950 - 04/11/1950
- بشارة غصيب: 04/02/1947 - 27/12/1947
- فهمي هاشم: 08/09/1946 - 01/02/1947
- مسلم العطار: 19/05/1945 - 08/09/1946
- محمد الأنسي: 13/07/1944 - 14/10/1944
- سمير الرفاعي: 30/10/1943 - 13/07/1944
- أحمد علوي السقاف: 29/07/1941 - 30/10/1943
- عمر حكمت: 25/09/1940 - 27/07/1941 \ 22/02/1931 - 18/10/1933
- توفيق أبو الهدى: 28/09/1938 - 24/9/1940
- حسام الدين جار الله: 26/6/1926 – 17/10/1929
- رضا توفيق (وزير أردني): 01/06/1926 - 23/06/1926
- مظهر رسلان: 11/04/1921 - 23/06/1921

| الصورة     | الاسم (مواليد–وفاة)              | فترة شغل المنصب     | فترة شغل المنصب | فترة شغل المنصب   | الحكومة                             | ملاحظات    |
| الصورة     | الاسم (مواليد–وفاة)              | تولى المنصب         | غادر المنصب     | المدة             | الحكومة                             | ملاحظات    |
| وزير العدل | وزير العدل                       | وزير العدل          | وزير العدل      | وزير العدل        | وزير العدل                          | وزير العدل |
| ---------- | -------------------------------- | ------------------- | --------------- | ----------------- | ----------------------------------- | ---------- |
|            | الاسم (0000–0000)                | 01 شهر 0000         | 01 شهر 0000     | 1 سنة و31 أيام    | الحكومة                             |            |
|            | الاسم (0000–0000)                | 01 شهر 0000         | 01 شهر 0000     | 1 سنة و31 أيام    | الحكومة                             |            |
|            | الاسم (0000–0000)                | 01 شهر 0000         | 01 شهر 0000     | 1 سنة و31 أيام    | الحكومة                             |            |
|            | الاسم (0000–0000)                | 01 شهر 0000         | 01 شهر 0000     | 1 سنة و31 أيام    | الحكومة                             |            |
|            | الاسم (0000–0000)                | 01 شهر 0000         | 01 شهر 0000     | 1 سنة و31 أيام    | الحكومة                             |            |
|            | الاسم (0000–0000)                | 01 شهر 0000         | 01 شهر 0000     | 1 سنة و31 أيام    | الحكومة                             |            |
|            | الاسم (0000–0000)                | 01 شهر 0000         | 01 شهر 0000     | 1 سنة و31 أيام    | الحكومة                             |            |
|            | الاسم (0000–0000)                | 01 شهر 0000         | 01 شهر 0000     | 1 سنة و31 أيام    | الحكومة                             |            |
|            | الاسم (0000–0000)                | 01 شهر 0000         | 01 شهر 0000     | 1 سنة و31 أيام    | الحكومة                             |            |
|            | بسام التلهوني (1964–)            | 11 تشرين الأول 2018 | 28 شباط 2021    | 2 سنوات و140 أيام | حكومة عمر الرزاز حكومة بشر الخصاونة |            |
|            | أحمد الزيادات (1950–) (بالوكالة) | 28 شباط 2021        | 7 آذار 2021     | 7 أيام            | حكومة بشر الخصاونة                  |            |
|            | أحمد الزيادات (1950–)            | 7 آذار 2021         | في المنصب       | 4 سنوات و16 أيام  | حكومة بشر الخصاونة                  |            |

## مواضيع ذات صلة
السلطة القضائية